# Stersporige wimperzwam
De stersporige wimperzwam (Scutellinia legaliae) is een schimmel uit de familie Pyronemataceae. Hij leeft saprotroof op min of meer permanent vochtige, voedselrijke, kalkhoudende leem- of kleibodems.

## Kenmerken
Kenmerkend voor deze soort zijn:
- Niet geheel bolvormige sporen (Q-getal is 1,0-1,15) met scherpe stekels tot 4 μm lang.

## Verspreiding
In Nederland komt de stersporige wimperzwam zeer zeldzaam voor.